# Arley (Alabama)
Arley è un comune degli Stati Uniti d'America situato nella contea di Winston dello Stato dell'Alabama.